# Juan Pujol
Juan Pujol är en ort i Argentina.   Den ligger i provinsen Corrientes, i den nordöstra delen av landet, 500 km norr om huvudstaden Buenos Aires. Juan Pujol ligger 63 meter över havet och antalet invånare är 1 487.
Terrängen runt Juan Pujol är platt. Runt Juan Pujol är det glesbefolkat, med 14 invånare per kvadratkilometer..
Trakten runt Juan Pujol består i huvudsak av gräsmarker.